# Niclas Eliasson
Per Niclas Eliasson (Varberg, 7 dicembre 1995) è un calciatore svedese, centrocampista dell'AEK Atene.

## Caratteristiche tecniche
Viene descritto come un'ala di piede mancino, dotato di un ottimo cross e di un buonissimo dribbling.
Può essere schierato su entrambe le fasce ma principalmente viene schierato a sinistra per poter sfruttare il suo cross preciso, in altre occasioni lo si è visto schierato a destra, posizione dalla quale può convergere e cercare la giocata personale o l'assist per un compagno.

## Carriera

### Club
Di padre svedese e madre brasiliana, Eliasson ha svolto tutta la trafila delle giovanili con il Falkenberg, la squadra principale della cittadina in cui risiedeva.
All'esordio nel secondo campionato nazionale, avvenuto all'età di 17 anni durante la stagione 2013, è risultato il miglior uomo assist del torneo: i suoi 11 passaggi vincenti hanno contribuito anche alla prima promozione in Allsvenskan nella storia del club. L'unico gol Eliasson lo ha segnato all'ultima giornata di campionato contro l'Ängelholm, nella partita che ha decretato la promozione.
Pochi giorni dopo il termine del campionato 2013, è stato ufficializzato il suo passaggio all'AIK, con un contratto quadriennale valido a partire dal successivo 1º gennaio. Il 31 agosto 2014 ha realizzato la sua prima rete in Allsvenskan, in una vittoria sul campo dell'IFK Norrköping (2-4). In due anni e mezzo di permanenza all'AIK è partito titolare solo in 12 partite di campionato.
Nel luglio 2016 è stato ceduto in prestito (con opzione di acquisto) all'IFK Norrköping allenato da Jens Gustafsson, il quale conosceva già Eliasson avendo iniziato la stagione come assistente all'AIK pochi mesi prima. A fine stagione il Norrköping ha esercitato la clausola che ha permesso al giocatore di essere ingaggiato a titolo definitivo.
L'8 agosto 2017 è stato acquistato per poco meno di 2 milioni di euro dal Bristol City, squadra militante nella Championship inglese con cui il giocatore ha firmato un contratto di tre anni. Ha segnato il suo primo gol inglese il 22 agosto 2017, nella vittoria esterna per 3-2 che ha permesso al Bristol City di accedere al terzo turno di Coppa di Lega a spese del Watford (squadra di Premier League). Dopo una prima stagione in cui ha ottenuto poco spazio, all'inizio del suo secondo anno al Bristol City si è ritagliato un posto da titolare. Nell'arco della Football League Championship 2019-2020 ha servito 12 assist in 37 partite.
Il 2 ottobre 2020 il Bristol City lo ha ceduto a titolo definitivo ai francesi del Nîmes per una cifra che non è stata resa nota.

### Nazionale
Dopo avere rappresentato le selezioni giovanili svedesi, il 5 giugno 2024 esordisce in nazionale maggiore nell'amichevole persa 2-1 contro la Danimarca.

## Palmarès

### Club

#### Competizioni nazionali
- Superettan: 1

Falkenberg: 2013
- Campionato greco: 1

AEK Atene: 2022-2023
- Coppa di Grecia: 1

AEK Atene: 2022-2023